# 马氏花蟹蛛
马氏花蟹蛛（学名：Xysticus mandili）为蟹蛛科花蟹蛛属的动物。分布于印度以及中国的西藏等地，一般栖息于灌木丛。该物种的模式产地在印度。